# Seix Curt
Seix Curt és una partida en part formada per camps de conreu del terme municipal de Conca de Dalt, a l'antic terme de Toralla i Serradell, al Pallars Jussà, en territori que havia estat del poble de Toralla.
Està situada al sud-oest de Toralla, entre la llau de la Llacuna (nord-est) i la llaueta de Font d'Ou (sud-est). És a llevant de Figuerols, al sud-est d'Arguilers, al sud-oest de la Llania, a ponent de la Llacuna i al nord de la Font d'Ou i al nord-oest de lo Balessar.